# Umberto Coromaldi
Umberto Coromaldi (Roma, 21 settembre 1870 – Roma, 5 ottobre 1948) è stato un pittore italiano.

## Biografia
Umberto Coromaldi è nato a Roma il 21 settembre 1870 da Vincenzo e Luisa Celli. Poco dopo la sua nascita morì il padre e la madre in seconde nozze sposò il pittore Filippo Indoni che iniziò Umberto alla pittura. Egli frequentò l'Istituto di Belle Arti dove ebbe come docente di disegno Filippo Prosperi. La sua formazione si completò frequentando gli studi di Antonio Piccinni, e di Antonio Mancini.

Nel 1893 partecipò alla esposizione della Società degli Amatori e Cultori di belle arti di Roma e l'anno successivo vinse il pensionato artistico, con il quadro Ritorno dei naufragi. Grazie al premio poté viaggiare: soggiornò ed espose a Parigi, a Bruxelles, ad Anversa, a Monaco e a Stoccarda. 

Tornato a Roma partecipò costantemente alle esposizioni annuali della Società degli Amatori e Cultori, di cui divenne socio. La Società Amatori e Cultori gli dedicò a più riprese mostre personali. 

Nel 1909 Umberto Coromaldi successe al suo maestro F. Prosperi nell'insegnamento di disegno della figura, all'Istituto di Belle Arti. Fu maestro di pittura a Casa reale e nel 1911 eseguì un ritratto del Re Vittorio Emanuele. Fu presidente dell'Accademia di San Luca a Roma e membro delle accademie di Brera e di Parma.

## Opere
Tra le tele prodotte nella sua vita ricordiamo:
- Il cenciaiolo;[3]
- La donna e lo specchio, (1903) (Museo di arte moderna e contemporanea Udine, già Museo civico Marangoni);
- Ovile in montagna, (Lancellotti);
- La spigolatrice;
- Madre contenta, (Galleria d'arte moderna di Firenze);
- I frattaroli;
- Nella capanna, (Accademia di Brera), Milano;
- L'ora del pasto, (Museo nazionale delle belle arti di Santiago);
- Ritorno dalla Pesca, (Accademia Nazionale di San Luca), Roma.

## Mostre
- Dal 1903 al 1924 espose alla Biennale di Venezia
- 1911 Esposizione internazionale di Roma